# واکنش هاپکینز–کول
واکنش هاپکینز کول(به انگلیسی: Hopkins–Cole reaction) ، که با عنوان واکنش گلی‌اوکسیلیک اسید نیز شناخته می‌شود، یک آزمون شیمیایی برای تشخیص وجود تریپتوفان در پروتئین‌ها است. در این آزمون ابتدا یک محلول پروتئینی با واکنشگر هاپکینز کول ، که از گلیوکسیلیک اسید تشکیل شده‌است مخلوط می‌شود. سپس سولفوریک اسید غلیظ به تدریج اضافه می‌شود تا دو لایه تشکیل شود. اگر آزمون وجود تریپتوفان مثبت باشد، بین دو لایه حلقه بنفش رنگی ظاهر می‌شود. نیتریت‌ها ، کلرات‌ها ، نیترات‌ها و کلریدهای اضافی از وقوع واکنش فوق جلوگیری می‌کنند.
این واکنش نخستین بار توسط فردریک گولند هاپکینز و سیدنی دبلیو کول در سال ۱۹۰۱ در طی فعالیت خود که جهت جداسازی تریپتوفان انجام دادند، توصیف شد.